# إيريك توليدانو
إيريك توليدانو (بالفرنسية: Éric Toledano) (و. 1971  م) هو مخرج أفلام، وكاتب سيناريو فرنسي، ولد في باريس.

## وصلات خارجية
- إيريك توليدانو على موقع IMDb (الإنجليزية)
- إيريك توليدانو على موقع قاعدة بيانات الأفلام العربية
- إيريك توليدانو على موقع ألو سيني (الفرنسية)
- إيريك توليدانو على موقع تيرنر كلاسيك موفيز (الإنجليزية)
- إيريك توليدانو على موقع أول موفي (الإنجليزية)
- إيريك توليدانو على موقع قاعدة بيانات الأفلام السويدية (السويدية)
- إيريك توليدانو على موقع قاعدة بيانات الفيلم (الإنجليزية)
- إيريك توليدانو على موقع كينوبويسك (الروسية)